# تشارلز إنديكوت
تشارلز إنديكوت هو سياسي أمريكي، ولد في 28 أكتوبر 1822، وتوفي في 19 أغسطس 1899. نشط حزبياً في الحزب الجمهوري. وقد انتخب عضو مجلس نواب ماساتشوستس ‏.